# Любка буреющая
Любка буреющая (лат. Platanthera fuscescens) — вид травянистых растений рода Любка (Platanthera) семейства Орхидные (Orchidaceae).

## Ботаническое описание
Многолетние травянистые растения. Клубни глубокораздельные на шнуровидные мочковидные доли. Стебель ребристый, 25—45 см высотой. Листья в числе 4—5 на стебле; из них нижний — обратнояйцевидный или широкоэллиптический, туповатый или короткозаострённый, к основанию суженый, 6—12 см длиной и 3—6 см шириной; следующий, несколько выше лежащий, немного уже и острее его; остальные — мелкие, ланцетовидные или линейно-ланцетовидные, сходные с прицветниками.
Цветки желтовато-зелёные, сидячие, в более или менее густом цилиндрическом соцветии, 5—10 см длиной и 2—2,5 см шириной. Прицветники ланцетовидные, длинно-заострённые, с 3 жилками, почти равные цветку вместе с завязью или немного длиннее. Листочки околоцветника почти одинаковой длины (4—4,5 мм длиной), тупые; наружные по краям мелко- и неясно-зазубренные; из них средний — широкояйцевидный, около 3 мм шириной, боковые — яйцевидные, более узкие; внутренние листочки ещё уже, около 1,5 мм шириной. Губа почти такой же длины как и листочки, линейно-продолговатая, тупая; боковые лопасти её короткие (0,5—1 мм длиной), треугольные, почти перпендикулярно отстоящие или лишь немного отклонённые книзу. Шпорец цилиндрический, на конце немного утолщённый, несколько длиннее завязи, 7—8 мм длиной.

## Распространение и экология
Сибирь, Дальний Восток России, Восточная Азия. Встречается в горных травянистых и сосновых лесах, в кустарниках.

## Синонимы
- Habenaria pugionifera W.W.Sm. (1921)
- Habenaria shensiana Kraenzl. (1905)
- Orchis fuscescens L. (1753)basionym
- Perularia fuscescens (L.) Lindl. (1834) — Перулярия буреющая
- Perularia shensiana (Kraenzl.) Schltr. (1919)
- Perularia souliei (Kraenzl.) Schltr. (1919)
- Platanthera fuscescens var. orientalis Kraenzl. (1913)
- Platanthera herbiola Lindl. (1835)
- Platanthera pugionifera (W.W.Sm.) Schltr. (1924)
- Platanthera shensiana (Kraenzl.) Tang & F.T.Wang (1951)
- Platanthera souliei Kraenzl. (1908)
- Tulotis asiatica H.Hara (1955), nom. illeg.
- Tulotis fuscescens (L.) Raf. ex Czerep. (1973) — Тулотис буреющий
- Tulotis shensiana (Kraenzl.) H.Hara (1955)
- Tulotis souliei (Kraenzl.) H.Hara (1955)